# André Benoit
Pour les articles homonymes, voir Benoit.
André Benoit (né le 6 janvier 1984 à Saint-Albert, dans la province de l'Ontario au Canada) est un joueur professionnel canadien de hockey sur glace.

## Carrière de joueur
Joueur franco-ontarien, il a joué toute sa carrière junior avec les Rangers de Kitchener avec lesquels il remporta la Coupe Memorial au terme de la saison 2002-03. De plus, il remporta plusieurs honneurs individuels dans la Ligue de hockey de l'Ontario. Il participe avec l'équipe LHO au Défi ADT Canada-Russie en 2003. Par la suite, il se joignit aux Bulldogs de Hamilton pour y commencer sa carrière professionnelle. Au cours de sa première saison, il signa un contrat de la Ligue nationale de hockey avec les Canadiens de Montréal. Par contre, il n'y joua jamais. Il aida son équipe à remporter une première Coupe Calder en 2006-2007.
Après cette saison, il alla jouer en Finlande où il joua une saison avant de rejoindre le Södertälje SK en Suède pour la saison 2008-09.
Le 6 août 2010, il signe un contrat d'une saison avec les Sénateurs d'Ottawa.
Le 6 juillet 2015 il signe un contrat d'une saison de 600 000 $ avec les Blues de Saint-Louis.

## Statistiques

### En club
| Saison     | Équipe                     | Ligue       |     | Saison régulière | Saison régulière | Saison régulière | Saison régulière | Saison régulière |   | Séries éliminatoires | Séries éliminatoires | Séries éliminatoires | Séries éliminatoires | Séries éliminatoires |
| Saison     | Équipe                     | Ligue       | PJ  | B                | A                | Pts              | Pun              | PJ               | B | A                    | Pts                  | Pun                  |                      |                      |
| 2000-2001  | Rangers de Kitchener       | LHO         | 65  | 16               | 19               | 35               | 37               | -                | - | -                    | -                    | -                    |                      |                      |
| 2001-2002  | Rangers de Kitchener       | LHO         | 62  | 13               | 32               | 45               | 77               | 4                | 1 | 0                    | 1                    | 8                    |                      |                      |
| 2002-2003  | Rangers de Kitchener       | LHO         | 65  | 22               | 45               | 67               | 77               | 21               | 1 | 16                   | 17                   | 16                   |                      |                      |
| 2003       | Rangers de Kitchener       | C. Memorial | -   | -                | -                | -                | -                | 4                | 1 | 5                    | 6                    | 2                    |                      |                      |
| 2003-2004  | Rangers de Kitchener       | LHO         | 65  | 24               | 51               | 75               | 67               | 5                | 1 | 1                    | 2                    | 6                    |                      |                      |
| 2004-2005  | Rangers de Kitchener       | LHO         | 67  | 24               | 53               | 77               | 72               | 15               | 5 | 13                   | 18                   | 6                    |                      |                      |
| 2005-2006  | Bulldogs de Hamilton       | LAH         | 70  | 7                | 19               | 26               | 60               | -                | - | -                    | -                    | -                    |                      |                      |
| 2006-2007  | Bulldogs de Hamilton       | LAH         | 64  | 10               | 21               | 31               | 41               | 22               | 2 | 11                   | 13                   | 22                   |                      |                      |
| 2007-2008  | Tappara Tampere            | SM-liiga    | 54  | 12               | 26               | 38               | 96               | 11               | 2 | 3                    | 5                    | 10                   |                      |                      |
| 2008-2009  | Södertälje SK              | Elitserien  | 54  | 4                | 16               | 20               | 34               | 10               | 0 | 2                    | 2                    | 10                   |                      |                      |
| 2009-2010  | Bulldogs de Hamilton       | LAH         | 78  | 6                | 30               | 36               | 63               | 19               | 3 | 11                   | 14                   | 8                    |                      |                      |
| 2010-2011  | Senators de Binghamton     | LAH         | 73  | 11               | 44               | 55               | 53               | 23               | 3 | 15                   | 18                   | 14                   |                      |                      |
| 2010-2011  | Sénateurs d'Ottawa         | LNH         | 8   | 0                | 1                | 1                | 6                | -                | - | -                    | -                    | -                    |                      |                      |
| 2011-2012  | HK Spartak Moscou          | KHL         | 53  | 5                | 11               | 16               | 34               | -                | - | -                    | -                    | -                    |                      |                      |
| 2012-2013  | Senators de Binghamton     | LAH         | 34  | 9                | 16               | 25               | 28               | -                | - | -                    | -                    | -                    |                      |                      |
| 2012-2013  | Sénateurs d'Ottawa         | LNH         | 33  | 3                | 7                | 10               | 8                | 5                | 0 | 3                    | 3                    | 0                    |                      |                      |
| 2013-2014  | Avalanche du Colorado      | LNH         | 79  | 7                | 21               | 28               | 26               | 7                | 0 | 1                    | 1                    | 6                    |                      |                      |
| 2014-2015  | Sabres de Buffalo          | LNH         | 59  | 1                | 8                | 9                | 20               | -                | - | -                    | -                    | -                    |                      |                      |
| 2015-2016  | Wolves de Chicago          | LAH         | 72  | 8                | 25               | 33               | 26               | -                | - | -                    | -                    | -                    |                      |                      |
| 2015-2016  | Blues de Saint-Louis       | LNH         | 2   | 0                | 0                | 0                | 0                | -                | - | -                    | -                    | -                    |                      |                      |
| 2016-2017  | Malmö Redhawks             | SHL         | 52  | 6                | 18               | 24               | 22               | 13               | 0 | 2                    | 2                    | 8                    |                      |                      |
| 2017-2018  | Monsters de Cleveland      | LAH         | 31  | 1                | 4                | 5                | 22               | -                | - | -                    | -                    | -                    |                      |                      |
| 2017-2018  | Sound Tigers de Bridgeport | LAH         | 19  | 1                | 8                | 9                | 10               | -                | - | -                    | -                    | -                    |                      |                      |
| Totaux LNH | Totaux LNH                 | Totaux LNH  | 181 | 11               | 37               | 48               | 60               | 12               | 0 | 4                    | 4                    | 6                    |                      |                      |

### En équipe nationale
| Année | Équipe | Compétition                     |   | PJ | B | A | Pts | Pun         |  | Résultat |
| 2002  | Canada | Championnat du monde junior -18 | 8 | 1  | 3 | 4 | 4   | 6e position |  |          |

## Trophées et honneurs personnels
- Coupe Memorial
  - 2003 : remporta la Coupe Memorial avec les Rangers de Kitchener
- Ligue de hockey de l'Ontario
  - 2004 : remporta le trophée William-Hanley
  - 2004 : nommé dans la 2e équipe d'étoiles
  - 2005 : remporta le trophée Leo-Lalonde
  - 2005 : nommé dans la 1re équipe d'étoiles
- Ligue américaine de hockey
  - 2007 : remporta la Coupe Calder avec les Bulldogs de Hamilton et en 2011 avec les Senators de Binghamton
  - 2011 : nommé dans la 2e équipe d'étoiles
- Coupe Spengler
  - 2007 : remporta la Coupe Spengler avec l'équipe canadienne

## Transactions en carrière
- 9 janvier 2006 : signe un contrat comme agent libre avec les Canadiens de Montréal.